# 서울 안양암 천오백불상
서울 안양암 천오백불상(서울 安養庵 千五百佛像)은 서울특별시 종로구 창신동 안양암에 있는 일제강점기의 불상이다. 2004년 9월 30일 서울특별시의 문화재자료 제26호로 지정되었다.

## 개요
천오백불전 아미타삼존상 후면을 가득 채우고 있는 불상으로 본존인 아미타불상과 유사한 형태로 만들어졌다. 전체높이가 약 17.9cm 정도인 아주 작은 불상들인데 그 수가 1,500구(軀)에 이른다. 이 천오백불상은 신중도상의 화기와 『안양암지(安養庵誌)』의 기록을 종합적으로 볼 때 1933년 조성하기 시작하여 1937년 그 불사(佛事)가 끝난 것으로 보인다.
안양암의 천오백불상은 우리나라에서 거의 유일한 예이고 석고불(石膏佛)로서는 초기에 속하는 희귀한 불상이기도 하며 20세기 전반의 다불신앙(多佛信仰)을 보여주는 좋은 예이다.

## 참고 문헌
- 안양암 천오백불상 - 국가유산청 국가유산포털